# Väinö Voionmaa
Kaarle Väinö Voionmaa (hacia 1906 Wallin) (12 de febrero de 1869, Jyväskylä - 24 de mayo de 1947, Helsinki) fue un profesor socialdemócrata finlandés, miembro del parlamento de Finlandia, senador, ministro y canciller. También fue uno de los políticos más influyentes durante los primeros tiempos de la República independiente de Finlandia.
Como académico, Voionmaa contribuyó a introducir perspectivas económicas y geográficas en los escritos de la historia de Finlandia. Ha estudiado la época medieval y el surgimiento de la sociedad industrial urbana moderna. También fue uno de los fundadores de la Escuela de Ciencias Sociales en 1930, que con el tiempo se convirtió en la Universidad de Tampere.

## Posiciones en el gabinete
Voionmaa fue uno de los senadores en el Senado en 1917 de Tokoi antes de la declaración de independencia. Más tarde fue el ministro de Asuntos Exteriores en el gabinete de Väinö Tanner de 1926 a 1927. También fue el ministro de Comercio e Industria en el tercer gabinete de Cajander de 1937 a 1939, y también brevemente ministro de Asuntos Exteriores en 1938. La experiencia de Voionmaa en los asuntos exteriores creció mientras que fuera un miembro de la delegación de Finlandia en la Sociedad de Naciones.

## Composiciones de Voionmaa
- Voionmaa, Väinö, Yhteiskunta ja alkoholikysymys. Raittiusjärjestöjen yhteistoimikunta, 1944.
- Voionmaa, Väinö, Tampereen historia. 1932.
- Voionmaa, Väinö, Yhteiskunnallinen alkoholikysymys. WSOY 1925.
- Voionmaa, Väinö, Suomen talousmaantieto. WSOY 1922.
- Voionmaa, Väinö, Valtioelämän perusteet. Edistysseurojen kustannusosakeyhtiö, 1918.
- Voionmaa, Väinö, Suur-Suomen luonnolliset rajat, 1918